# USC Trojans
USC Trojans – nazwa drużyn sportowych Uniwersytetu Południowej Kalifornii, biorących udział w akademickich rozgrywkach organizowanych przez National Collegiate Athletic Association.

## Futbol akademicki
Najbardziej popularnym sportem na uniwersytecie jest futbol akademicki. Początki drużyny sięgają 1888 roku. Od tego czasu futboliści zdobyli 11 razy mistrzostwo NCAA, ostatnio w 2004. Sześciu zawodników drużyny zdobyło najbardziej prestiżową nagrodę indywidualną Heisman Trophy, przyznawaną co roku najlepszym akademickim graczom futbolowym. Jedenastu byłych zawodników Trojans, zostało przyjętych do Pro Football Hall of Fame. 10 czerwca 2010, po dochodzeniu NCAA, które ujawniło, że jeden z zawodników przyjmował korzyści majątkowe, drużynie odebrano dwa zwycięstwa z sezonu 2004 oraz wszystkie zwycięstwa z sezonu 2005. Dodatkowo Trojans nie mogli występować w Bowl Games w sezonach 2010 i 2011 oraz stracili 30 stypendiów futbolowych.

## Mistrzostwa
Najbardziej utytułowaną drużyną jest drużyna baseballowa.
- Futbol akademicki: 1928, 1931, 1932, 1939, 1962, 1967, 1972, 1974, 1978, 2003, 2004
- Baseball: 1948, 1958, 1961, 1963, 1968, 1970, 1971, 1972, 1973, 1974, 1978, 1998
- Siatkówka mężczyzn: 1949, 1950, 1977, 1980, 1988, 1990
- Siatkówka kobiet: 1976, 1977, 1980, 1981, 2002, 2003
- Koszykówka kobiet: 1983, 1984
- Piłka nożna kobiet: 2007